# Ясеновка (Калачіївський район)
Ясеновка (рос. Ясеновка) — село Калачіївського району Воронізької області. Адміністративний центр Ясеновське сільське поселення.
Населення становить 589 осіб за переписом 2010 року (201 чоловічої статі та 231 — жіночої), 772 особи — 2005 року.

## Історія
За даними 1859 року у казенній слободі Богучарського повіту Воронізької губернії мешкало 1967 осіб (974 чоловічої статі та 993 — жіночої), налічувалось 177 дворових господарств, існувала православна церква.
Станом на 1886 рік у колишній державній слободі Руднянської волості мешкало 1303 особи, налічувалось 224 дворових господарств, існувала православна церква й 2 лавки.
За переписом 1897 року кількість мешканців зросла до 2507 осіб (1252 чоловічої статі та 1255 — жіночої), з яких всі — православної віри.
За даними 1900 року на хуторі мешкало 2507 осіб (1256 чоловічої статі та 1251 — жіночої) переважно українського населення, налічувалось 415 дворових господарств, існували православна церква, земська школа, 2 маслобійних заводи, 2 крупорушки, 35 вітряних млинів, 2 дріб'язкових і винна лавки, проходили щорічний ярмарок й 2 торжки.